# Ребекка Галлантрі
Ребекка Галлантрі (англ. Rebecca Gallantree, 19 серпня 1984) — британська стрибунка у воду.
Учасниця Олімпійських Ігор 2008, 2012, 2016 років.